# 矢川 (国立市)
矢川は、東京都国立市の町名。三丁目のみ。郵便番号は186-0015 (国立郵便局管内)。

## 地理
国立市の南西部に位置する。
東と北は谷保、西は青柳、南は泉と接する。

### 河川
- 府中用水
  - 矢川

## 歴史

### 町名の由来
町内を流れる矢川から。

### 沿革
- 2004年（平成16年）11月13日 - 大字谷保から分立。矢川三丁目を設置。

## 世帯数と人口
2021年（令和3年）12月1日現在の世帯数と人口は以下の通りである。
| 大字      | 世帯数  | 人口  |
| --------- | ------- | ----- |
| 矢川3丁目 | 466世帯 | 886人 |

## 小・中学校の学区
市立小・中学校に通う場合、学区は以下の通りとなる。
| 番地                           | 小学校                 | 中学校                 |
| ------------------------------ | ---------------------- | ---------------------- |
| 3丁目1～15番地 3丁目17～19番地 | 国立市立国立第六小学校 | 国立市立国立第二中学校 |
| 3丁目16番地 3丁目20～23番地    | 国立市立国立第一小学校 | 国立市立国立第三中学校 |

## 交通

### 鉄道
| 隣接する街区の駅         |
| ------------------------ |
| JR南武線 - 矢川駅(JN 24) |

- 東日本旅客鉄道南武線の矢川駅は、現在石田に所在しているが、地番整理により矢川四丁目となる計画である。

### バス
町内には、国立市コミュニティバス「あおやぎっこ」が運行されている。
2007年まで、京王バスも運行されていた。

### 道路
- 国道
  - 国道20号が過去に通過していたが、日野バイパス開通により、都道256号に格下げされた。
- 都道府県道
  - 主要地方道
    - 東京都道20号・神奈川県道525号府中相模原線

  - 一般都道
    - 東京都道256号八王子国立線 (旧国道20号)

## 施設
- 滝乃川学園

## 史跡
- ママ下湧水